# Serps de corall
Les serps de corall són un grup de serps verinoses de la  família Elapidae pròpies de zones  tropicals. Es distingeixen dos grups de serps de corall: les del Vell Món, que té 16 espècies agrupades en dos gèneres (Calliophis i Sinomicrurus), i les serps de corall del Nou Món, que té més de 65 espècies reconegudes, agrupades en 3 gèneres (Leptomicrurus, Micruroides i Micrurus).
Es caracteritzen pels seus vius colors, entre els quals predominen el groc, el vermell i el negre. Cal esmentar que existeixen altres grups de serps semblants anomenades falses coralls, que no són verinoses i els seus colors són el vermell, el blanc i el negre.
Hi ha cinc  gèneres de serps de corall: 
- Leptomicrurus, amb dues espècies - Àfrica i Amèrica del Sud.
- Micrurus, amb al voltant de 70 espècies - Amèrica del Sud, Amèrica central i sud d'Amèrica del Nord
- Micruroides, amb una espècie - Estats Units i Mèxic
- Calliophis amb onze espècies - Àsia.
- Sinomicrurus amb cinc espècies - Zona tropical d'Àsia.

## Falses coralls
Hi ha unes espècies de serps no verinoses que es mimetitzen amb les coralls que es denominen falses coralls o serps rei. Algunes d'elles poden predar les coralls reials i altres serps.

## Taxonomia
Vell Món
Gènere Calliophis
Gènere Sinomicrurus
Nou Món
Gènere Leptomicrurus
- Leptomicrurus collaris - Nord de l'Amèrica del Sud.

- Leptomicrurus collaris collaris (Schlegel, 1837)
- Leptomicrurus collaris breviventris (Roze & Bernal-Carlo, 1987)

- Leptomicrurus narduccii

- Leptomicrurus narduccii narduccii (Jan, 1863)
- Leptomicrurus narduccii melanotus (Peters, 1881)

#### GènereMicruroides
- Micruroides euryxanthus - Terres baixes des d'Arizona fins a Sinaloa.

- Micruroides euryxanthus australis (Zweifel & Norris, 1955)
- Micruroides euryxanthus euryxanthus (Kennicott, 1860)
- Micruroides euryxanthus neglectus (Roze, 1967)

#### GènereMicrurus
- Micrurus alleni - Est de Nicaragua, Costa Rica, i Panamà.

- Micrurus alleni alleni (Schmidt, 1936)
- Micrurus alleni richardi (Taylor, 1951)
- Micrurus alleni yatesi (Taylor, 1954)

- Micrurus altirostris (Cope, 1860) - Brasil, Uruguai, i nord-est de l'Argentina.
- Micrurus ancoralis - Sud-est de Panamà, oest de Colòmbia, i oest de l'Equador

- Micrurus ancoralis jani (Schmidt, 1936)
- Micrurus ancoralis ancoralis (Jan, 1872)

- Micrurus annellatus - Sud-est de l'Equador, est del Perú, Bolívia, i oest del Brasil.

- Micrurus annellatus annellatus (Peters, 1871)
- Micrurus annellatus balzanii (Boulenger, 1898)
- Micrurus annellatus bolivianus (Roze, 1967)

- Micrurus averyi (Schmidt, 1939)
- Micrurus bernadi (Cope, 1887) - Mèxic.
- Micrurus bocourti (Jan, 1872) - Oest de l'Equador fins al nord de Colòmbia,
- Micrurus bogerti (Roze, 1967) - Oaxaca.
- Micrurus browni - Quintana Roo fins a Hondures.

- Micrurus browni browni (Schmidt & Smith, 1943)
- Micrurus browni importunus (Roze, 1967)
- Micrurus browni Taylori (Schmidt & Smith, 1943)

- Micrurus camilae (Renjifo & Lundberg, 2003) - Colòmbia.
- Micrurus catamayensis (Roze, 1989) - Vall de Catamayo a l'Equador.
- Micrurus clarki (Schmidt, 1936) - Sud-est de Costa Rica fins a l'oest de Colòmbia.
- Micrurus corallinus (Merrem, 1820)
- Micrurus decoratus (Jan, 1858)
- Micrurus diana (Roze, 1983
- Micrurus diastema

- Micrurus diastema diastema (Duméril, Bibron, & Duméril, 1854)
- Micrurus diastema aglaeope (Cope, 1859)
- Micrurus diastema alienus (Werner, 1903)
- Micrurus diastema affinis (Jan, 1858)
- Micrurus diastema apiatus (Jan, 1858)
- Micrurus diastema macdougalli (Roze, 1967)
- Micrurus diastema sapperi (Werner, 1903)

- Micrurus dissoleucus

- Micrurus dissoleucus dissoleucus (Cope, 1860)
- Micrurus dissoleucus dunni (Barbour, 1923)
- Micrurus dissoleucus melanogenys (Cope, 1860)
- Micrurus dissoleucus meridensis (Roze, 1989)
- Micrurus dissoleucus nigrirostris (Schmidt, 1955)

- Micrurus distans

- Micrurus distans distans (Kennicott, 1860)
- Micrurus distans michoacanensis (Duges, 1891)
- Micrurus distans oliveri (Roze, 1967)
- Micrurus distans zweifeli (Roze, 1967)

- Micrurus dumerilii

- Micrurus dumerili antioquiensis (Schmidt, 1936)
- Micrurus dumerili carinicaudus (Schmidt, 1936)
- Micrurus carinicauda (Schmidt, 1936)
- Micrurus dumerili colombianus (Griffin, 1916)
- Micrurus dumerili transandinus (Schmidt, 1936)
- Micrurus dumerili venezuelensis (Roze, 1989)

- Micrurus elegans

- Micrurus elegans elegans (Jan, 1858)
- Micrurus elegans veraepacis (Schmidt, 1933)

- Micrurus ephippifer

- Micrurus ephippifer zapotecus (Roze, 1989)
- Micrurus ephippifer ephippifer (Cope, 1886)

- Micrurus filiformis

- Micrurus filiformis filiformis (Günther, 1859)
- Micrurus filiformis subtilis (Roze, 1967)

- Micrurus frontalis - Brasil fins al nord-est de l'Argentina.

- Micrurus frontalis frontalis (Duméril, Bibron, & Duméril, 1854)
- Micrurus frontalis brasiliensis (Roze, 1967)
- Micrurus frontalis mesopotamicus (Barrio & Miranda 1967)

- Micrurus frontifasciatus (Werner, 1927)
- Micrurus fulvius (Linnaeus, 1766) - Planes costaneres de Carolina del Nord fins a Louisiana
- Micrurus hemprichii

- Micrurus hemprichii hemprichii (Jan, 1858)
- Micrurus hemprichii ortoni (Schmidt, 1953)
- Micrurus hemprichii rondonianus (Roze & Da Silva, 1990)

- Micrurus hippocrepis (Peters, 1862)
- Micrurus ibiboboca (Merrem, 1820)
- Micrurus isozonus (Cope, 1860)
- Micrurus langsdorffi

- Micrurus langsdorffi langsdorffi (Wagler, 1824)
- Micrurus langsdorffi ornatissimus (Jan, 1858)

- Micrurus laticollaris

- Micrurus laticollaris laticollaris (Peters, 1870)
- Micrurus laticollaris maculirostris (Roze, 1967)

- Micrurus latifasciatus (Schmidt, 1933)
- Micrurus lemniscatus - terres baixes de l'Amèrica del Sud.

- Micrurus lemniscatus lemniscatus (Linnaeus, 1758)
- Micrurus lemniscatus carvalhoi (Roze, 1967)
- Micrurus lemniscatus diutius (Burger, 1955)
- Micrurus lemniscatus frontifasciatus (Werner, 1927)
- Micrurus lemniscatus helleri (Schmidt & Schmidt, 1925)

- Micrurus limbatus

- Micrurus limbatus limbatus (Fraser, 1964)
- Micrurus limbatus spilosomus (Perez-Higaredo & Smith, 1990)

- Micrurus margaritiferus (Roze, 1967)
- Micrurus medemi (Roze, 1967)
- Micrurus mertensi (Schmidt, 1936)
- Micrurus mipartitus

- Micrurus mipartitus mipartitus (Duméril, Bibron, & Duméril, 1854)
- Micrurus mipartitus anomalus (Boulenger, 1896)
- Micrurus mipartitus decussatus (Duméril, Bibron, & Duméril, 1854)
- Micrurus mipartitus semipartitus (Jan, 1858)

- Micrurus multifasciatus

- Micrurus multifasciatus multifasciatus (Jan, 1858)
- Micrurus multifasciatus hertwigi (Werner, 1897)

- Micrurus multiscutatus (Rendahl & Vestergren, 1940)
- Micrurus nebularis (Roze, 1989)
- Micrurus nigrocinctus - Yucatán i Chiapas fins a Colòmbia, i illes del Carib occidental

- Micrurus nigrocinctus babaspul (Roze, 1967)
- Micrurus nigrocinctus coibensis (Schmidt, 1936)
- Micrurus nigrocinctus divaricatus (Hallowell, 1855)
- Micrurus nigrocinctus mosquitensis (Schmidt, 1933)
- Micrurus nigrocinctus nigrocinctus (Girard, 1854)
- Micrurus nigrocinctus ovandoensis (Schmidt & Smith, 1943)
- Micrurus nigrocinctus wagneri (Mertens, 1941)
- Micrurus nigrocinctus yatesi (Dunn, 1942)
- Micrurus nigrocinctus zunilensis (Schmidt, 1932)

- Micrurus pacaraimae (Morata de Carvalho, 2002)
- Micrurus pachecogili (Campbell, 2000)
- Micrurus paraensis (Da Cunha & Nascimento, 1973)
- Micrurus peruvianus (Schmidt, 1936)
- Micrurus petersi (Roze, 1967)
- Micrurus proximans (Smith & Chrapliwy, 1958)
- Micrurus psyches

- Micrurus psyches circinalis (Duméril, Bibron & Duméril, 1854)
- Micrurus psyches donosoi (Hoge, Cordeiro, & Romano, 1976)
- Micrurus psyches psyches (Daudin, 1803)

- Micrurus putumayensis (Lancini, 1962)
- Micrurus pyrrhocryptus (Cope, 1862)
- Micrurus remotus (Roze, 1987)
- Micrurus renjifoi (Lamar, 2003)
- Micrurus ruatanus (Günther, 1895)
- Micrurus sangilensis (Nicéforo-Maria, 1942)
- Micrurus scutiventris (Hoge, & Romano-Hoge, 1966)
- Micrurus silviae Di-Bernardo et al., 2007
- Micrurus spixii

- Micrurus spixii spixii (Wagler, 1824)
- Micrurus spixiii martiusi (Schmidt, 1953)
- Micrurus spixii obscurus (Jan, 1872)
- Micrurus spixii princeps (Boulenger, 1905)

- Micrurus spurelli (Boulenger, 1914)
- Micrurus steindachneri

- Micrurus steindachneri steindachneri (Werner, 1901)
- Micrurus steindachneri orcesi (Roze, 1967)

- Micrurus stewarti (Barbour & Amaral, 1928)
- Micrurus stuarti (Roze, 1967)
- Micrurus surinamensis

- Micrurus surinamensis surinamensis (Cuvier, 1817)
- Micrurus surinamensis nattereri (Schmidt, 1952)

- Micrurus tamaulipensis (Lavin-Murcio & Dixon, 2004) - Sierra Madre Oriental a Tamaulipas.
- Micrurus tener - Texas i Louisiana al sud de l'estat de Morelos i estat de Guanajuato.

- Micrurus tener fitzingeri (Jan, 1858)
- Micrurus tener maculatus (Roze, 1967)
- Micrurus tener microgalbineus (Brown, & Smith, 1942)
- Micrurus tener tener (Baird, & Girard, 1853)

- Micrurus tricolor (Hoge, 1956)
- Micrurus tschudii (Jan, 1858)

- Micrurus tschudii olssoni (Schmidt & Schmidt, 1925)
- Micrurus tschudii tschudii (Jan, 1858)